# Чернетово (платформа)
Черне́тово — остановочный пункт (бывший разъезд) на электрифицированном участке Брянск-Орловский — Жуковка однопутной железнодорожной линии Брянск—Рославль Московской железной дороги. Относится к Брянскому региону Московской железной дороги. Располагается в посёлке Первомайский, который является удалённым микрорайоном города Сельцо Брянской области.

## Общие сведения
Остановочный пункт находится на перегоне Сельцо — Ржаница. Имеет одну прямую пассажирскую посадочную платформу, расположенную с юго-западной стороны от железнодорожного полотна. Платформа оснащена пандусами, освещением, перилами. Имеется крытый кирпичный пассажирский павильон (мини-вокзал) с билетной кассой. Возле южной оконечности платформы оборудован пешеходный переход через железнодорожный путь. В ≈1400 метрах к юго-востоку от остановочного пункта имеется железнодорожный переезд на автодороге, связывающей расположенные по обеим сторонам железной дороги части посёлка Первомайский.
На железнодорожной линии на расстоянии около 1100 метров к северо-западу от платформы находится мост через реку Серижа.
В окрестностях платформы имеются заросли ценных лекарственных растений горечавка лёгочная (Gentiana pneumonanthe L.) и лапчатка прямостоячая (Potentilla erecta (L.) Raeusch).

## История
Участок от Орла до Рославля через Брянск изначально проектировался как часть Орловско-Витебской железной дороги; был сдан в эксплуатацию в ноябре 1868 года. В 1908 году на однопутном перегоне этого участка между станциями Сельцо и Ржаница был сооружён дополнительный раздельный пункт — разъезд Чернетово, одноимённый с расположенным на расстоянии около 5 км к югу от него селом.
19 августа 1941 года на разъезде Чернетово (относившемся на тот момент к Московско-Киевской железной дороге) произошёл сход с рельсов с падением на бок бронированной автодрезины. Согласно официальной версии НКВД СССР, виновным в данном происшествии был стрелочник Прудников, который «перед проходом бронированной автодрезины поставил стрелку в разрез» и «после аварии сбежал».
С 13 октября 1941 года по 18 сентября 1943 года — под немецкой оккупацией. В период оккупации движение на железной дороге между Рославлем и Брянском было достаточно интенсивным. В целях защиты дороги от советских партизан вдоль неё на расстоянии около одного километра друг от друга были возведены укреплённые казармы, в которых круглосуточно располагались осуществлявшие сторожевую службу немецкие солдаты. На перегоне между Сельцо и Чернетово насчитывалось шесть таких укреплённых блок-постов. Несмотря на наличие охраны, партизанам и подпольщикам удалось в конце октября 1941 года взорвать железнодорожный мост через реку Серижа, а в июне 1942 года на перегоне Сельцо — Чернетово пустить под откос бронепоезд.
В 1966 году осуществлена электрификация Чернетово переменным током напряжением 25 кВ в составе участка Брянск — Жуковка, между Брянском и Жуковкой было организовано регулярное движение пригородных электропоездов.
В конце 1970-х годов путевое развитие в Чернетово было разобрано, разъезд получил статус остановочного пункта.

## Пассажирское сообщение
На платформе Чернетово имеют остановку все курсирующие на участке Жуковка — Брянск пригородные электропоезда. Поезда дальнего следования и курсирующий между Брянском и Рославлем ускоренный пригородный поезд на автономной тяге в Чернетово остановки не имеют. Среднее время в пути электропоезда от платформы Чернетово до станции Брянск-Орловский — 50 минут; до станции Жуковка — 35 минут.
- Расписание пригородных поездов. Яндекс.Расписания.
- Расписание пригородных поездов на tutu.ru